# Decorah
Decorah település az Amerikai Egyesült Államok Iowa államában, Winneshiek megyében, melynek megyeszékhelye is. Lakosainak száma 7587 fő (2020. április 1.).

## Népesség
A település népességének változása:

| 2010 | 8 127 |
| 2020 | 7 587 |